# Dolly Ki Doli
Pour plus de détails, voir Fiche technique et Distribution.
Dolly Ki Doli (डॉली की डोली) est un film indien de Bollywood mettant en vedette Sonam Kapoor. C'est une comédie romantique dirigée par le réalisateur débutant Abhishek Dogra et produit par Arbaaz Khan. Les chansons sont composées par Sajid-Wajid.

## Synopsis
Dolly (Sonam Kapoor) est une jeune et jolie arnaqueuse qui se fait épouser avant de dépouiller ses maris successifs et de se volatiliser. Parmi ses victimes, il y a Sonu Sherawat (Rajkummar Rao) et Manjit (Varun Sharma) qui décident, avec l'aide du policier Robin Singh (Pulkit Samrat) de la retrouver afin de la faire arrêter.

## Fiche technique
- Titre : Dolly Ki Doli
- Titre original : डॉली की डोली
- Titre anglais : Dolly's Palanquin
- Réalisateur : Abhishek Dogra
- Scénario : Umashankar Singh
Abhishek Dogra
- Musique : Sajid-Wajid
- Parolier : Danish Sabri, Irfan Kamal et Kumaar
- Chorégraphie : Remo D'Souza, Mudassar Khan, Shabeena Khan et Lolly Pop
- Photographie : Saurabh Goswami
- Montage : Hemal Kothari
- Production : Arbaaz Khan, Malaika Arora Khan
- Langue : hindi
- Pays d'origine : Inde
- Date de sortie : 23 janvier 2015
- Format : Couleurs
- Genre : comédie romantique
- Durée : 100 minutes

## Distribution
- Sonam Kapoor : Dolly/Madhuri/Priya/Bhagyashree
- Rajkummar Rao : Sonu Sarawat
- Pulkit Samrat : Robin Singh
- Varun Sharma : Manjot Singh Chaddha
- Manoj Joshi : Père de Dolly
- Rajani Vaidya : Grand-mère de Dolly
- Zeena Bhatia : Mère de Dolly
- Archana Puran Singh : Frère de Manjot
- Malaika Arora Khan : Danseuse au mariage de Dolly et Sonu
- Mohammed Zeeshan Ayyub : Raju
- Saif Ali Khan : Prince Kumar Aditya Singh (Cameo)
- Brijendra Kala : Inspecteur Khan
- Rajesh Sharma : Père de Sonu
- Gulfam Khan : Mère de Sonu
- Ishtiyaq Khan : Ashwin
- Mubeen Saudagar : Ibrahim
- Kanchan Pagare : John
- Vibha Chibbar : Commissaire de police
- Ishita Vyas : Imarti
- Kuldeep Sareen : Officier de police
- Harry Josh
- Karim Hajee
- Rajkumar Kanojia

## Musique
La musique de l'album a été intégralement composée par Sajid-Wajid.
1. Phatte Tak Nachna

Musique : Sajid Ali, Wajid Ali

Parolier : Danish Sabri

Interprète : Sunidhi Chauhan

2. Dolly Ki Doli

Musique: Sajid Ali, Wajid Ali

Parolier : Irfan Kamal

Interprète : Divya Kumar

3. Fashion Khatam Mujhpe

Musique : Sajid Ali, Wajid Ali

Parolier: Irfan Kamal

Interprète: Mamta Sharma, Shabab Sabri, Wajid Ali

4. Mere Naina Kafir Hogaye

Musique: Sajid Ali, Wajid Ali

Parolier : Rakesh Kumar (Kumaar)

Interprète : Rahat Nusrat Fateh Ali Khan

5. Babaji Ka Thullu

Interprète: Sajid Ali, Wajid Ali

Parolier: Danish Sabri

Interprète : Danish Sabri, Wajid Ali